# Лорето Стационе (Анкона)
Лорето Стационе је насеље у Италији у округу Анкона, региону Марке.
Према процени из 2011. у насељу је живело 1298 становника. Насеље се налази на надморској висини од 9 м.